# Clitocybe
Clitocybe (Fr.) Staude (lejkówka) – rodzaj grzybów z rzędu pieczarkowców (Agaricales)

## Cechy charakterystyczne
Naziemne grzyby saprotroficzne. Niektóre gatunki zawierają substancje trujące, działające na układ nerwowy. Kapelusze bardzo różnej wielkości, często lejkowato wgłębione, choć także z garbkiem, suche, higrofaniczne lub niehigrofaniczne. Trzony bez pierścienia. Blaszki od prosto przyrośniętych do wyraźnie zbiegających. Wysyp zarodników biały, nieamyloidalny. Bazydiospory eliptyczne, gładkie.

## Systematyka i nazewnictwo
Pozycja w klasyfikacji według Index Fungorum: Clitocybe, Incertae sedis, Agaricales, Agaricomycetidae, Agaricomycetes, Agaricomycotina, Basidiomycota, Fungi.
Takson utworzył w 1821 roku Elias Fries jako Agaricus trib. Clitocybe. W 1857 r. Friedrich Staude podniósł go do rangi rodzaju. Nie podano gatunku typowego Synonimy naukowe:

- Agaricus subtrib. Dasyphylli Fr 1821
- Agaricus trib. Clitocybe Fr. 1821
- Clitocybe subgen. Pseudolyophyllum Singer 1943
- Pseudolyophyllum Raithelh. 1977
- Rubeolarius Raithelh. 1981
- Singerella Harmaja 1974
- Trigonipes Velen. 1939

Polską nazwę podał Stanisław Chełchowski w 1898 r.
Gatunki występujące w Polsce:
- Clitocybe agrestis Harmaja – lejkówka wąskoblaszkowa
- Clitocybe albofragrans (Harmaja) Kuyper 1981[5]
- Clitocybe alnetorum J. Favre 1960[6][5]
- Clitocybe amarescens Harmaja – lejkówka gorzkawa
- Clitocybe anisata Velen. – lejkówka anyżkowa
- Clitocybe barbularum (Romagn.) P.D. Orton 1960[7]
- Clitocybe bresadolana Singer – lejkówka alpejska[6]
- Clitocybe brumalis (Fr.) Quél. – lejkówka zimowa
- Clitocybe cacabus (Fr.) Gillet 1874 – lejkówka czekoladowa[7]
- Clitocybe catinus (Fr.) Quél. lejkówka miseczkowata
- Clitocybe collina (Velen.) Klán – lejkówka szarofilcowata[8]
- Clitocybe costata Kühner & Romagn – lejkówka karbowana
- Clitocybe dealbata (Sowerby) P. Kumm. 1871 – lejkówka strumykowa[8]
- Clitocybe diatreta (Fr.) P. Kumm. – lejkówka rdzawa
- Clitocybe diosma Einhell. – lejkówka szarożółtawa
- Clitocybe ditopa (Fr.) Gillet – lejkówka mączna
- Clitocybe dryadicola (J. Favre) Harmaja 1976 – lejkówka dębikowa
- Clitocybe ericeticola Singer 1962 – lejkówka wrzosowiskowa
- Clitocybe fasciculata H.E. Bigelow & A.H. Sm. 1969 – tzw. gąsówka kępkowa
- Clitocybe favrei Kühner & Romagn. ex Bon 1997[7]
- Clitocybe fragilipes J. Favre 1960[5]
- Clitocybe fragrans (With.) P. Kumm – lejkówka dusząca
- Clitocybe fuligineipes Métrod 1939[5]
- Clitocybe harmajae Lamoure 1972[9]
- Clitocybe hydrogramma (Bull.) P. Kumm. – lejkówka rzodkiewkowata
- Clitocybe incilis (Fr.) Gillet 1874[6]
- Clitocybe legaliae E. Ludw. 2012[5]
- Clitocybe marginella Harmaja 1969[5]
- Clitocybe martiorum J. Favre 1956[5]
- Clitocybe menthiodora Harmaja 1969 – lejkówka miętowa
- Clitocybe metachroa (Fr.) P. Kumm. – lejkówka dwubarwna
- Clitocybe nebularis (Batsch) P. Kumm. – lejkówka szarawa
- Clitocybe obsoleta (Batsch) Quél. 1872[6] – lejkówka igłolubna
- Clitocybe odora (Bull.) P. Kumm. – lejkówka zielonawa
- Clitocybe ornamentalis Velen. 1920 – lejkówka żółtobiaława
- Clitocybe phyllophila (Pers.) P. Kumm. – lejkówka liściowa
- Clitocybe pseudoirina H.E. Bigelow & A.H. Sm. – lejkówka amerykańska
- Clitocybe radicellata Godey 1874[10][11]
- Clitocybe rivulosa (Pers.) P. Kumm. – lejkówka jadowita
- Clitocybe robusta Peck – lejkówka szarobiaława
- Clitocybe rufuloalutacea Métrod ex Bon 1996 – lejkówka czerwonoochrowa
- Clitocybe serotina Velen. 1940[7]
- Clitocybe strigosa Harmaja – lejkówka żółtozarodnikowa
- Clitocybe subalutacea (Batsch) P. Kumm. – lejkówka pachnąca
- Clitocybe subbulbipes Murrill 1916[5]
- Clitocybe subcordispora Harmaja – lejkówka blednąca[12]
- Clitocybe subspadicea (J.E. Lange) Bon & Chevassut 1973[5] – lejkówka chlorowonna[8]
- Clitocybe tornata (Fr.) P. Kumm. 1871[6] – lejkówka gęstoblaszkowa
- Clitocybe truncicola (Peck) Sacc. 1887[5]
- Clitocybe umbilicata (Schaeff.) P. Kumm. – lejkówka pępkowata
- Clitocybe vibecina (Fr.) Quél. – lejkówka rowkowana

Nazwy naukowe na podstawie Index Fungorum. Wykaz gatunków polskich i nazwy polskie według Władysława Wojewody (bez przypisów) i innych.
Niektóre inne:
- Clitocybe foetens Melot 1980 – lejkówka cuchnąca[8]
- Clitocybe krizii-josephii Svrček 1975 – lejkówka zjełczała[8]
- Clitocybe quisquiliarum P. Specht 2014 – lejkówka ogórkowonna[8]

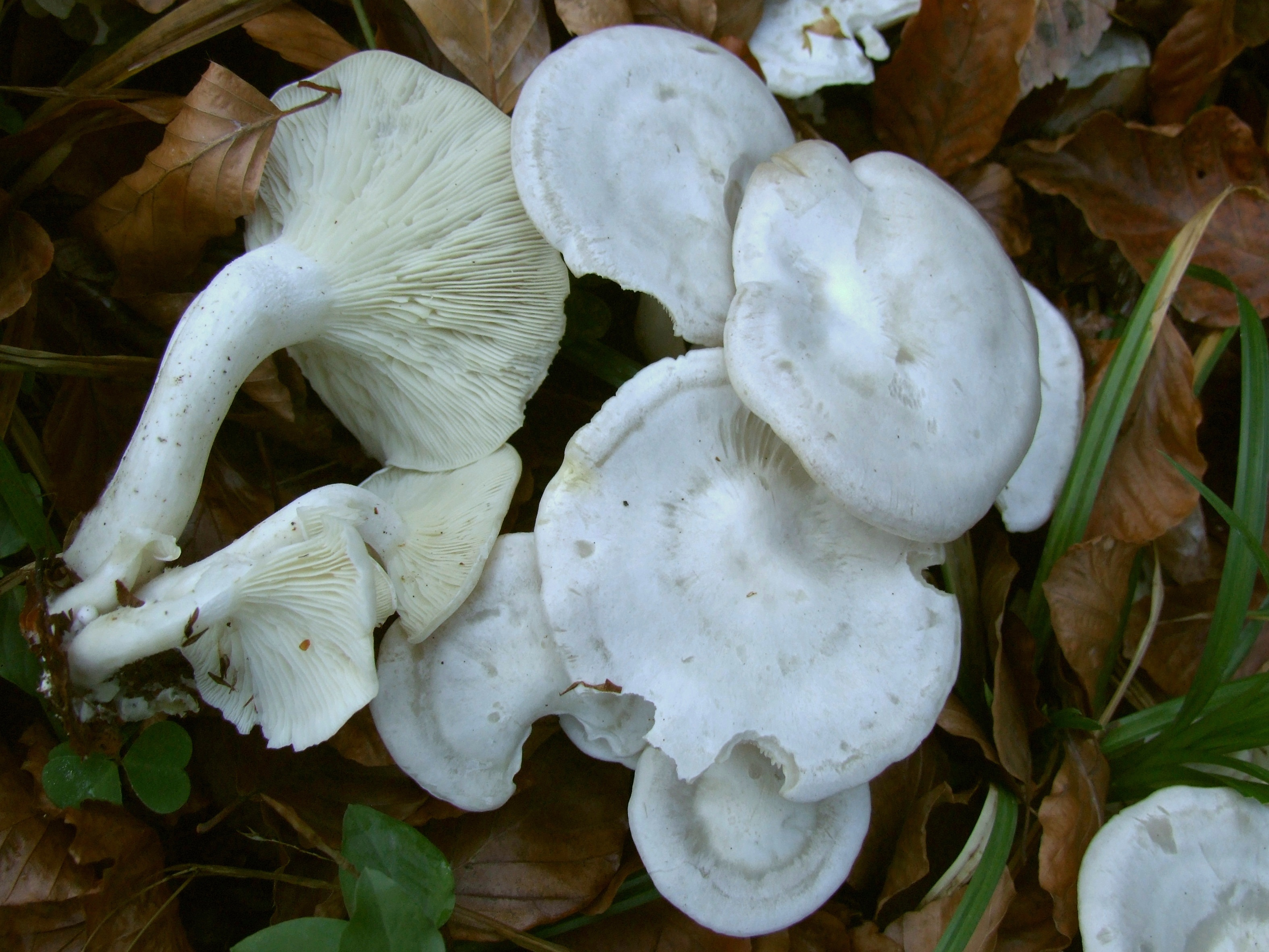
Lejkówka jadowita (Clitocybe rivulosa)
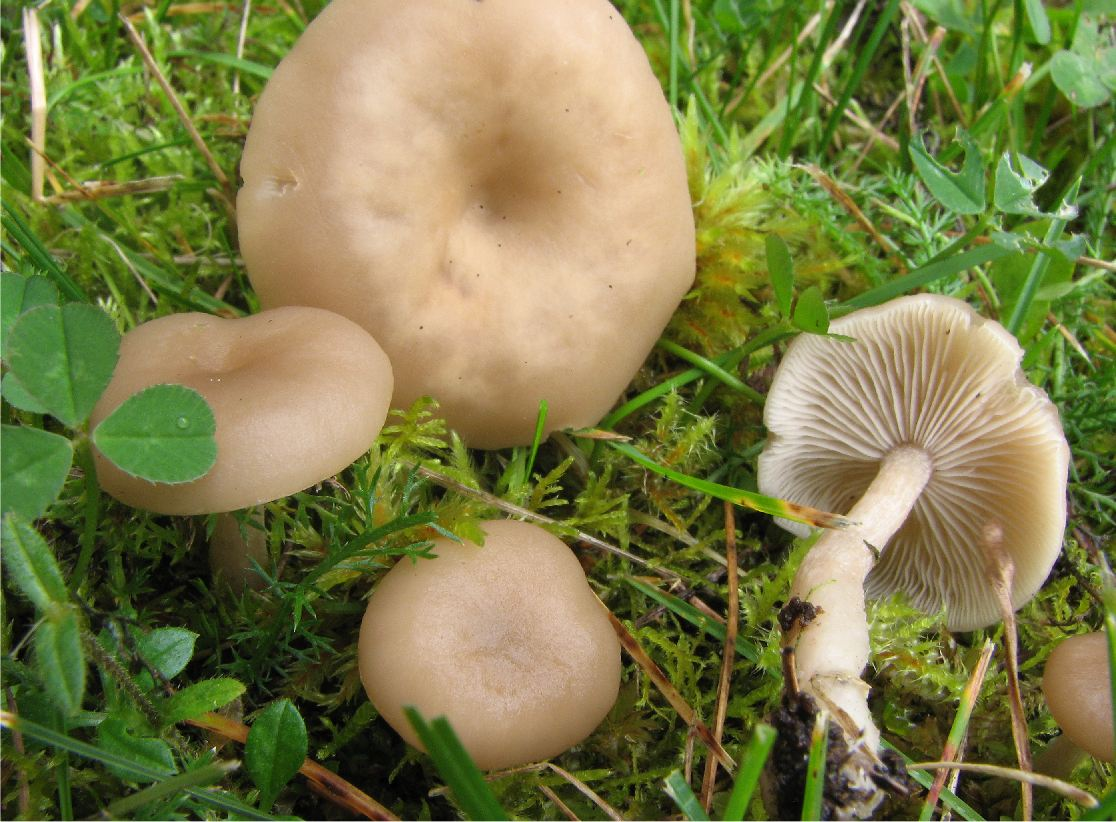
Lejkówka dusząca (C. fragrans)
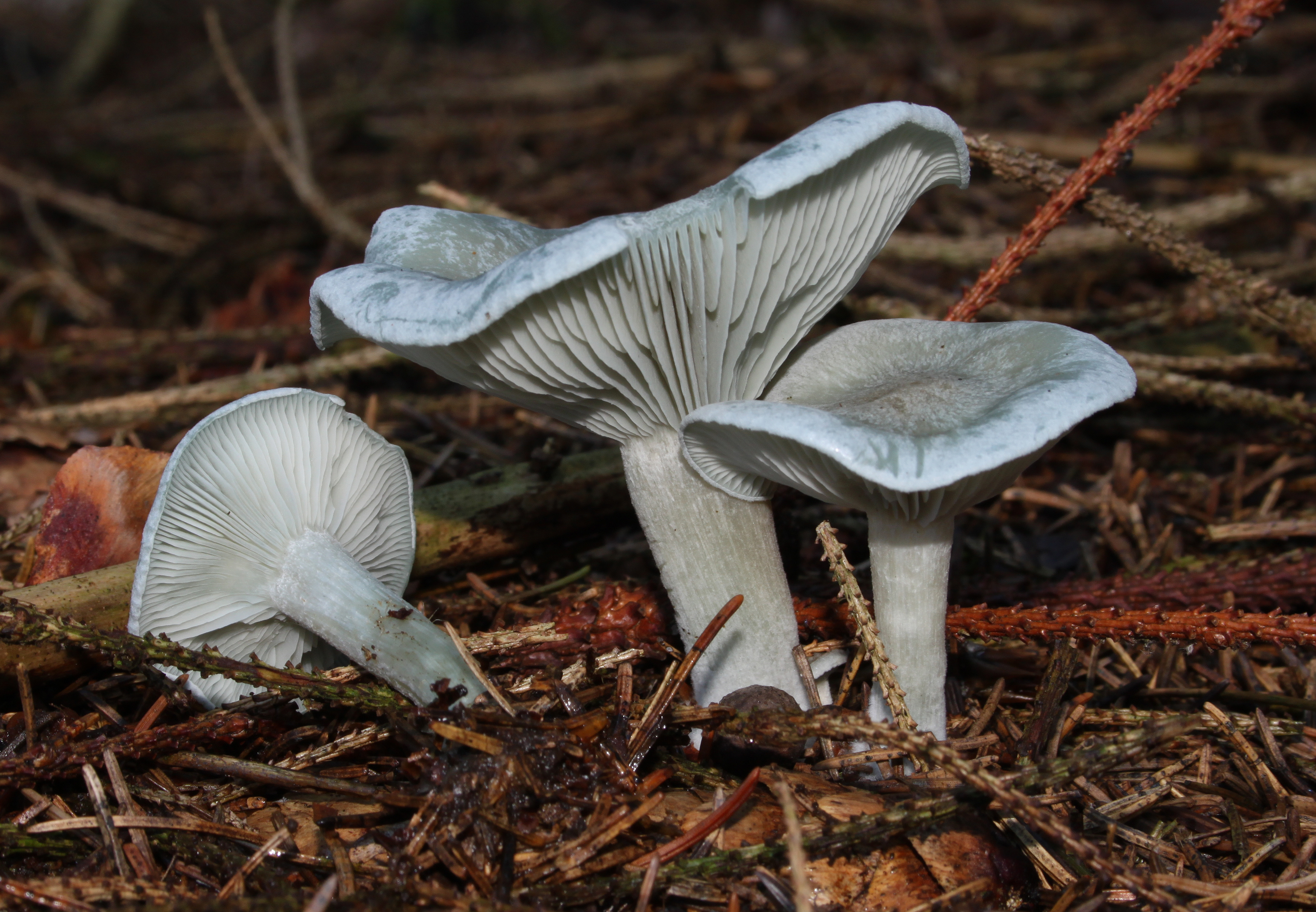
Lejkówka zielonawa (C. odora)
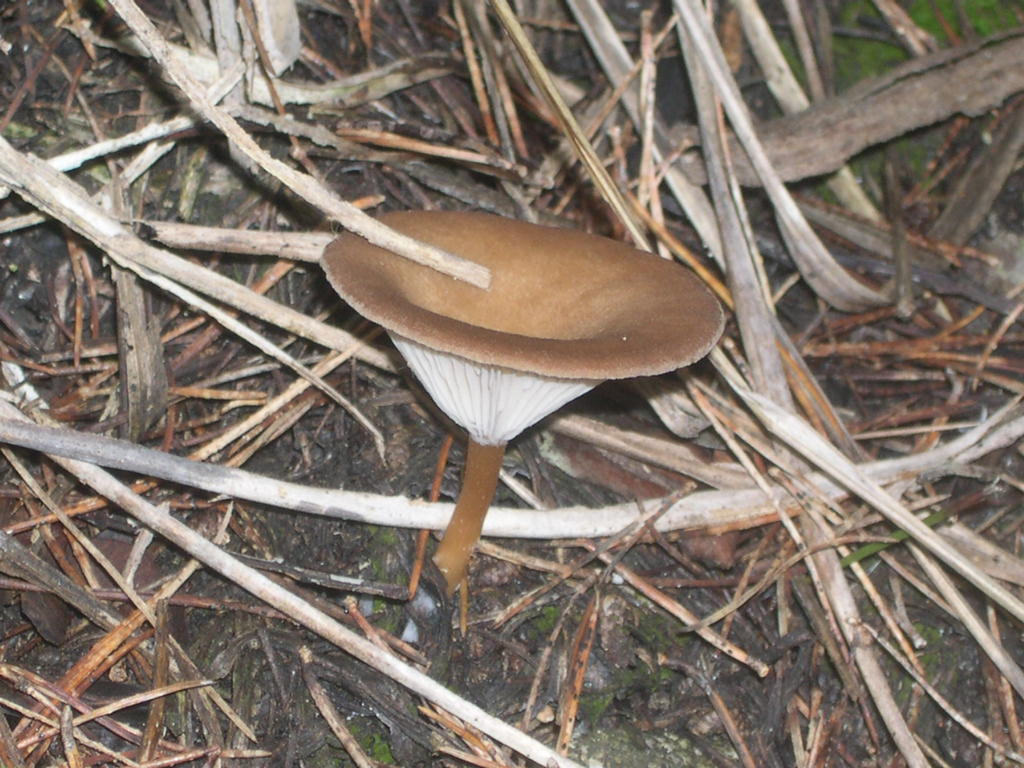
Lejkówka karbowana (C. costata)
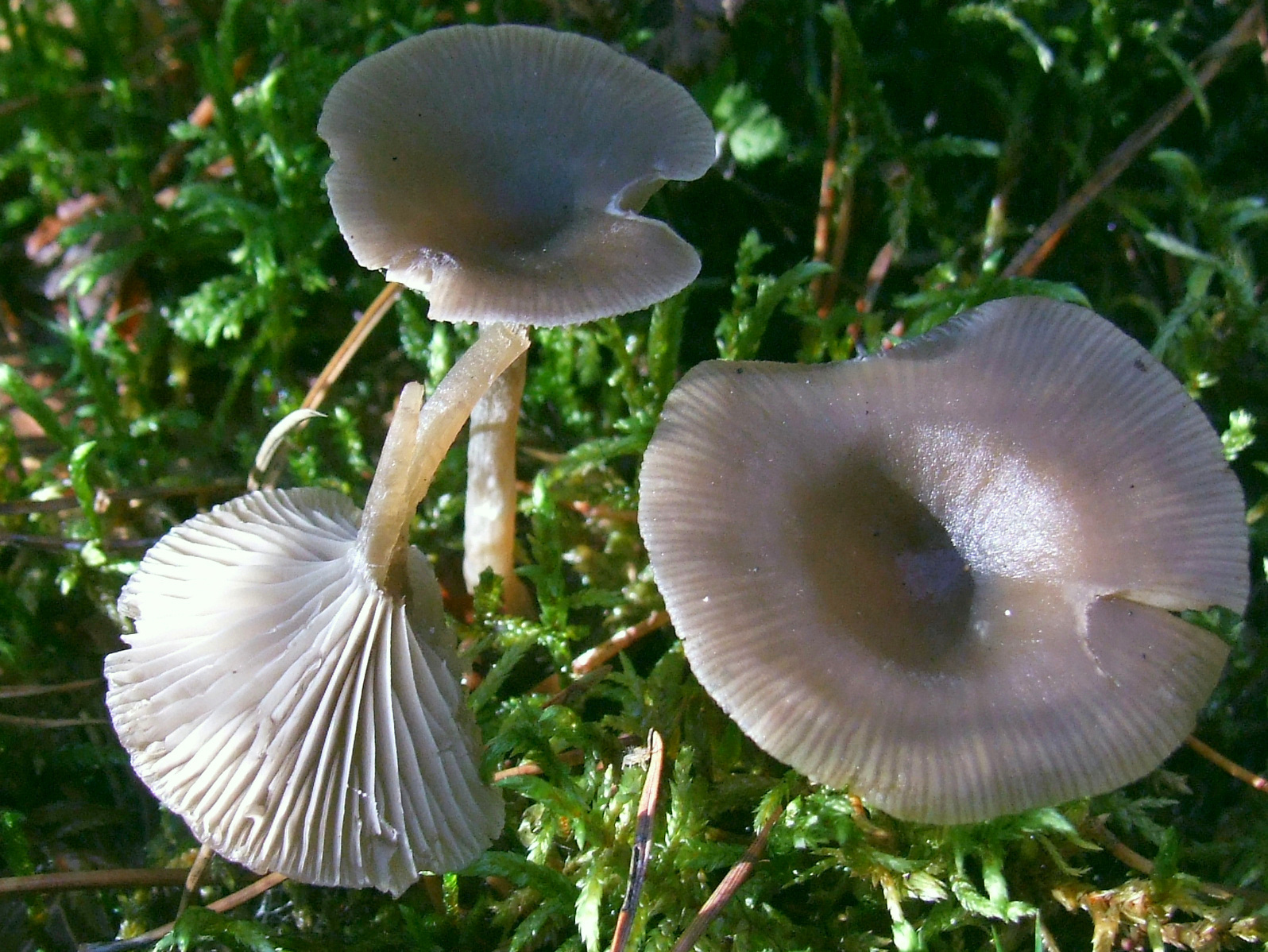
Lejkówka dwubarwna (C. metachroa)
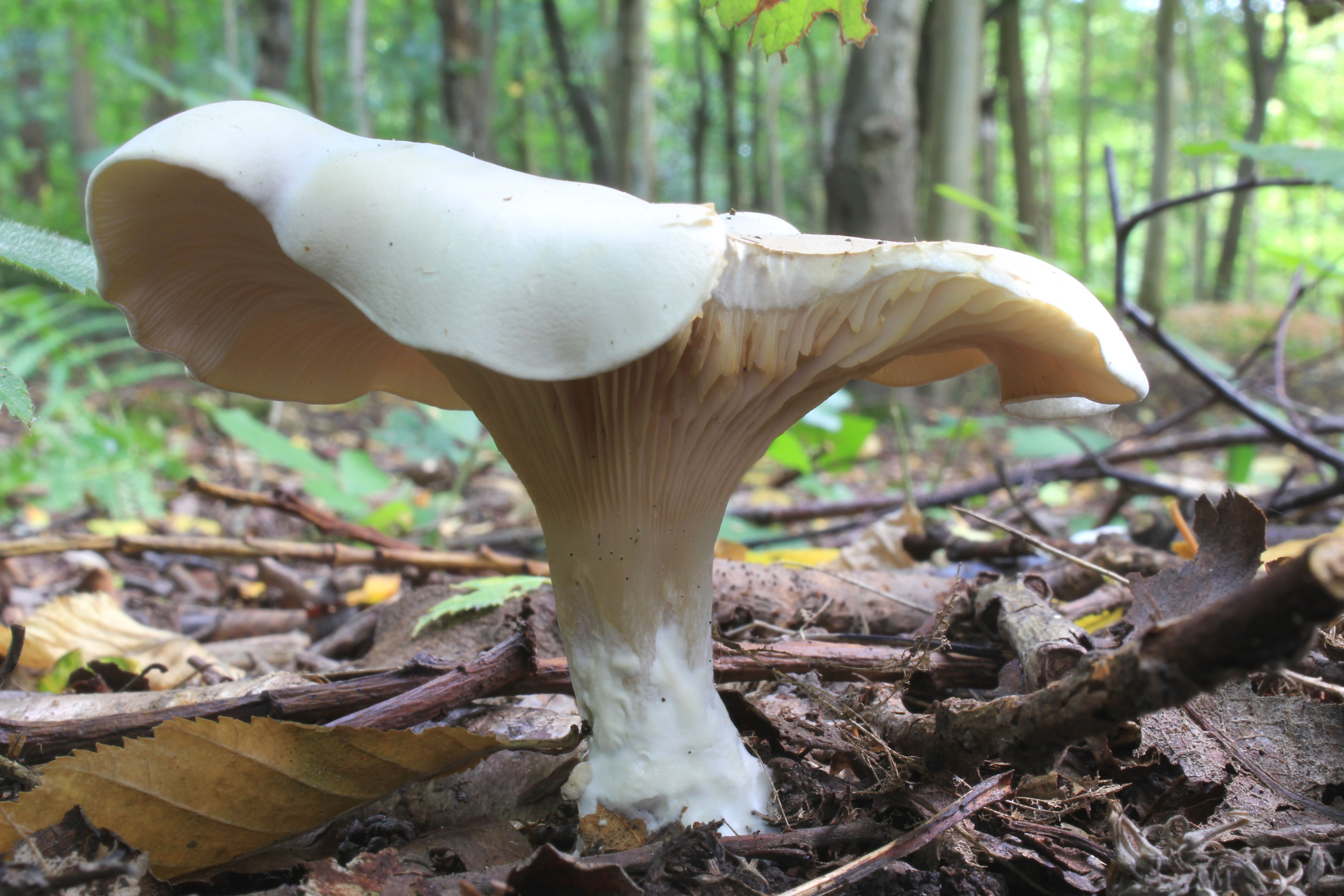
Lejkówka liściowa (C. phyllophila)
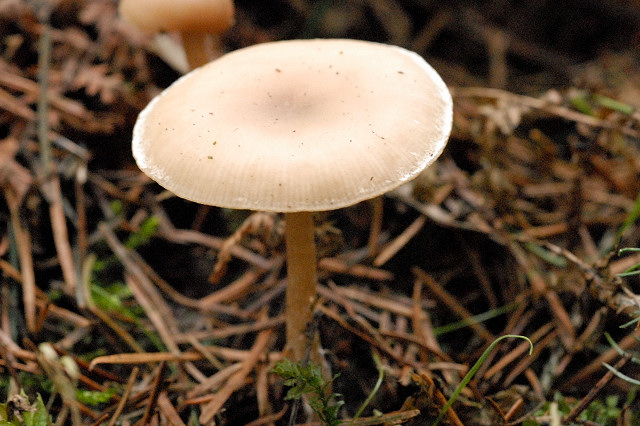
Lejkówka rowkowana (C. vibecina)